# Korejské podvojné účetnictví
Korejské podvojné účetnictví (korejsky 사개치부법, 四介治簿法, Sa Kesong do čchibubŏp, „Čtyřstranná kesongská účetní metoda“) je varianta podvojného účetnictví doložená účetními knihami obchodníků z Kesongu pocházejícími z 18. a 19. století. Vzniklo v Koreji nezávisle na účetních postupech sousední Číny i Evropy. 

## Historie a popis
Podvojné účetnictví je v Koreji doloženo v Kesongu, v 18. a 19. století významného obchodního centra země, střediska zejména obchodu s žen-šenem, sbíraným v přírodě i (od konce 18. století) pěstovaným. Tamní obchodníci, případně sdružení obchodníků, používali podvojné účetnictví. Doloženo je zachovanými účty z let 1786 až 1892. Vzhledem k izolaci Koreje, jejíž některé přístavy (nikoliv Kesong) byly otevřeny cizincům až roku 1876, přitom kaesonští obchodníci neměli příležitost seznámit se s evropskými účetními postupy před rokem 1876 a patrně je neznali před počátkem 20. století. O nezávislosti korejského podvojného účetnictví na podvojných účetních systémech čínských (účetnictví dračí brány, čtyřdílné účetnictví) svědčí výrazné rozdíly ve terminologii i formě. Korejské termíny byly domácího původu, třebaže se k jejich zápisu používalo čínské písmo. Co do formy korejské účetní knihy zcela postrádaly rozdělení stránek vodorovnou čarou na horní a dolní polovinu pro zápis aktiv/pasiv resp. pohledávek/závazků charakteristické pro čínské systémy; Korejci naopak měli samostatné knihy pro pasiva a aktiva. Korejci nepřevzali podvojné účetnictví ani z Japonska. To sice před otevřením země v 19. století v omezené míře navštěvovali Nizozemci, nicméně znalost podvojného účetnictví se v Japonsku nerozšířila.
Zachované účetní knihy z let 1887 a 1892 dohromady dávají kompletní sadu od počátečních zápisů po uzávěrku, přičemž knihy z roku 1786 jsou konzistentní co do terminologie i formy. Podvojné účetnictví se tedy používalo nejméně od 80. let 18. století. Metoda nesla název Sa Kesong do čchibubŏp (사개치부법, 四介治簿法, „Čtyřstranná kesongská účetní metoda“) Korejský historik Yun Kǔn-ho umístil vznik korejského podvojného účetnictví do raného období Korjo (11. až 13. století), kdy spolky korejských obchodníků čile obchodovaly s říšemi Sung, Jüan, Japonskem a muslimskými kupci. V Číně historikové nárok uznali; nejsou však pro něj žádné přímé doklady. Nejstarší doložený případ užití podvojného účetnictví pochází až ze 14. století, a sice v účetních knihách města Janov z roku 1340.
V systému korejského podvojného účetnictví účtování počínalo sepsáním záznamu o účetním případu  s popisem a údaji o transakci. Ten byla standardizovanou formou podvojně přepsán do deníku (žurnálu, ilgi, 日記). Účtováno bylo v měďácích, použitá terminologie je doložená už k roku 1262. Zápisy deníku korejští účetní převáděli do knihy závazků (tchagǔp čangčchek, 他給長冊) a knihy aktiv (oesang čangčchek, 外上長冊). Koncem období (obvykle roku) zpracovali účetní závěrku, a sice rozvahu (ču högje-čchek 周會計冊) obsahující účty závazků (kǔpčcha čil, 給次秩), pohledávek (pongčcha čil, 捧次秩) a čistá aktiva (jŏmun, 餘文) jako jejich rozdíl, a výkaz zisku a ztráty (högje čchimjak čcho, 會計斟酌抄), obsahující příjmy (ip, 入), výdaje (čchul, 出) a jako jejich rozdíl čistý zisk (餘文).